# هدى بدران
الدكتورة هدى بدران، ناشطة مصرية في مجال حقوق المرأة، حلصت على الليسانس في علم الاجتماع من الجامعة الأمريكية بالقاهرة عام 1957، وكذلك الماجيستير في الإدارة الاجتماعية من جامعة لويزفيل عام 1959، والدكتوراة في الرعاية الاجتماعية بكلية العلوم الاجتماعية التطبيقية من جامعة كيس ويسترن ريفيرس عام 1967.
عملت كأستاذة متفرغة بالعمل المجتمعي في جامعة حلوان وذلك عام 1984 حتى 2001، كما أنها أصبحت عضوة بالمجلس القومي للمرأة بين عامي 2002 و 2003، ثم رئيسة تحالف المرأة العربية من 2003 وحتى الآن. رئيس الاتحاد العام لنساء مصر 

## الجوائز والتكريمات[3]
- جائزة اليونسكو للنساء المتميزات، 1995.
- جائزة من الاتحاد النسائي الإماراتي للقيادة في أنشطة المرأة، 1994.
- جائزة تكريم لممثل الأمم المتحدة من حكومة سري لانكا، 1982.

## روابط خارجية
- الموقع الرسمي لمؤسسة المرأة والذاكرة
- موقع جريدة اليوم السابع
- موقع أخبار مصر
- موقع مصريات
- موقع البديل